# Fibra proteica de soja
Fibra proteica de soja, ou fibra de soja, é uma fibra têxtil extraída do resíduo da semente de soja após a extração do óleo. É a única fibra proteica do mundo de origem vegetal.
Feita a partir do farelo do grão de soja, a fibra de soja possui aproximadamente 35% de proteínas e até 45% de fibras solúveis e insolúveis. Essas fibras são responsáveis pela diminuição do colesterol e dos níveis de glicose no sangue e regulação do intestino.
Entre as características que fazem da fibra proteica de soja um alimento versátil estão a cor e o sabor, que podem ser considerados neutros. Desta forma, o alimento pode ser utilizado no preparo de diversas receitas, como pães, bolos, empadas, tortas, vitaminas e sucos.
Outros alimentos a base de soja fazem uma combinação saudável e rica em proteínas para a alimentação com proteína de soja, como as bebidas à base de soja, que representam uma opção prática de inclusão da soja na alimentação. Além de proporcionar mais sabor à refeição, a mistura da fibra de soja com sucos a base de soja, por exemplo, auxilia a alcançar a ingestão recomendada de dois litros de água por dia.